# アレクサンドル・ワルラモフ
アレクサンドル・エゴロヴィチ・ワルラモフ（ロシア語: Александр Егорович Варламов、1801年 - 1848年）は帝政ロシアの作曲家である。
帝室礼拝堂合唱団で教育を受け、後にその教師となった。またロシア語の合唱・芸術歌曲（ロマンス）の発展に尽くした人物でもあった。
作品はあまり知られていないが、ニコライ・ツィガーノフの詩に作曲した歌曲「赤いサラファン」は現在でも広く親しまれている。